# Baba Yaga sauve le monde
Pour plus de détails, voir Fiche technique et Distribution.
Baba Yaga sauve le monde (en russe : Баба Яга спасает мир) est un film russe sorti en 2023 réalisé par Karen Zakharov.

## Synopsis
Senka, un écolier un peu trop curieux, se retrouve par miracle dans une fabuleuse forêt ancienne. Baba Yaga le protège par un sortilège qui le cache aux yeux des hommes. Mais les forces obscures qui sommeillent dans la forêt vont se réveiller. Baba Yaga doit se préparer à cela en se rendant dans une ville moderne à la recherche de l'arme la plus puissante des sorciers, la fleur merveilleuse. Elle s'affronte aux bizarreries du monde moderne. De son côté, dans un sombre donjon sombre, Kochtcheï l'Immortel se cache depuis mille ans, assoiffé de vengeance, contre Yaga qui a aidé à le vaincre il y a plusieurs siècles. Senka qui est entré dans un conte de fées, pourra-t-il en sortir et aider à sauver notre monde ? De quel côté va-t-il se porter, avec le tout-puissant Kochtcheï ou la rusée Yaga ?

## Fiche technique
- Titre français : Baba Yaga sauve le monde
- Titre russe originale : Баба Яга спасает мир
- Réalisation : Karen Zakharov
- Scénario : Youri Nenev, Evgueni Vikharev
- Photographie : Igor Babaev, Vladimir Zvezdotchkine
- Production : Armen Ananikian, Aleksandr 2 Morozov, Araïk Oganessian pour Fresh Film et Laym Cinema
- Durée : 90 min
- Date de sortie en Russie : 3 août 2023

## Distribution
- Glafira Tarkhanova : Maria
- Lioudmila Artemieva : Baba Yaga
- Olessia Jelezniak : Kikimora
- Grigori Siatvinda : Kochtcheï
- Alekseï Dmitriev : Lechi
- Aleksandr Iline : Afanaska
- Saveli Koudriachov : Senka